# Мањижа
Манижа (пуно име - Манижа Далеровна Сангин, рођена Хамрајева; 8. јул 1991, Душанбе, Таџичка ССР, СССР) је руска певачица таџичког порекла, независни музичар, текстописац и извођач песама, редитељ музичких спотова, јавна личност у област борбе са насиљем у породици, учесник међународног такмичења за песму Евровизије 2021, амбасадор добротворне фондације Подари живот (од децембра 2019), први руски амбасадор добре воље Агенције УН за избеглице (од децембра 2020). Према резултатима националног СМС гласања публике, одржаног 8. марта 2021. уживо на Првом каналу, представљала је Русију са песмом Рускиња на 65. међународном такмичењу за песму „Евровизија-2021“, које је одржано у Ротердаму (Холандија), у чијем је финалу заузела 9. место.

## Биографија
Манижа Хамрајева је рођена 8. јула 1991. године у Душанбеу (Таџичка ССР). Деда Таџи Усманов је таџикистански писац и новинар, по њему је названа улица и подигнут споменик у Хујанду. Прабака је била једна од првих жена у Централној Азији која је скинула вео и најавила да ће радити. С тим у вези, деца су одузета од прабаке. Враћала их је веома дуго, али је успела, будући да је у исто време већ самостална, запослена жена.
Мајка, Наџиба Усманова, је нуклеарни физичар по првом образовању, психолог по другом, има своју модну дизајнерску фирму. Она шије костиме за цео тим Мањиже и помаже у креирању видео записа. Манижини родитељи су разведени. Отац, лекар, био је забринут због избора своје ћерке: „Рођен сам у муслиманској породици, где није уобичајено да жена нешто ради, а бити певачица је генерално срамота.”  Бака је по занимању психијатар. Управо је она веровала у Мањижу и рекла да треба да студира музику. Презиме Сангин узела је од баке.
1994. године, током грађанског рата у Таџикистану, граната је погодила породичну кућу. Манижа се са породицом преселила у Москву, где је касније студирала у музичкој школи клавира, из које је напустила годину дана касније и почела да учи код приватних професора вокала.  Са 14 година Мањижа добија руско држављанство.
Дипломирала је на Факултету за психологију Руског државног универзитета за хуманистичке науке у Москви.

## Каријера
Од 12 година почела је да учествује на разним такмичењима и фестивалима. Године 2003. добила је Гран при међународног такмичења за младе извођаче  у Јурмали, постала је лауреат првог фестивала дечјег стваралаштва земаља ЗНД.
Певачица је 2005. снимила песме „Мој анђео“, „Риба у песку“, „Плес љубави“, „Ту Буди“ на таџикистанском и руском језику, које су се активно ротирали на радио станицама у Таџикистану. 2006. године победила је на такмичењу „Време за паљење звезда“, а 2007. године – „Навои Дил“ у организацији радио станице „Азија плус“.
Са 15 година, од почетка 2007. године, почела је да наступа под псеудонимом Ру.Кола.
Године 2007. Мањижа је постала финалиста сверуског такмичења „Пет звездица“ у Сочију. Извела је песме „Небо Лондона” Земфире, „Караван љубави” Софије Ротару и сопствену композицију „Пожури”.
Манижа се дружила са музичарима групе Асаи, а када је 2011. упознала солисту Алексеја Косова, добила је понуду да пева на њиховом концерту. Требало је да изведе једну песму, али је на крају отпевала цео концерт и потом су снимили један албум.
После "Асаи" певала је у групи Крип Де Шин, због различитих погледа на креативност, певачица напустила бенд.
У мају 2020. Манижа је уврштена у Форбсов рејтинг Русије међу најперспективнијим Русима млађим од 30 година у категорији Музика.
У јесен 2020. номинована је за награду МТВ ЕМА 2020 у категорији „Најбољи извођач МТВ Русија“ са нумером „Вања“.
У јануару 2022, Мањижа је изабрана за лице међународног програма за подршку женама у музичкој индустрији Једнакост Спотифај платформе. Слика Мањиже појавила се и на билборду на Тајмс скверу у Њујорку.

### Албум Рукопис - 2017
У децембру 2016, Манизха је лансирала свој деби албум на Инстаграму Рукопис. Име је смилсио један од претплатника током такмичења за најбоље име албума.

### Албум "ЈАИАМ" - 2018
Други албум „ ЈАИАМ “ је објављен у марту 2018.

### Евровизија 2021
У марту 2021, према резултатима гласања публике, изабрана је за музичко такмичење Евровизије које је одржано у Ротердаму.
Идеја за песму
Рускиња  је „песма о трансформацији женског осећаја себе током последњих неколико векова у Русији. Рускиња је прешла невероватан пут од сељачке колибе до права да бира и буде бирана (једна од првих у свету), од фабричких радњи до свемирских летова. Никада се није плашила да се суочи са стереотипима и преузме одговорност на себе".
У септембру 2021. наступила је на свечаном отварању 32. фестивала Кинотавр у Сочију.
У октобру 2021. наступила је на церемонији доделе Нансенове награде, поставши прва уметница из Русије позвана да изведе њен музички број и честита добитнику награде.

## Учешће у промоцији
Манижа је постала део ДоИоу глобалне рекламне кампање за Пуму (пројекат посвећен хероинама нашег времена које мењају свет око себе, остајући при томе).
Учествовао у снимању Инстаграм ситкома Игра са временом бренда Мартини.
У фебруару 2017. године, поводом отварања Епл радње у Централној робној кући, Манижа је одржала експериментални концерт, на којем су музичари њеног бенда пратили коришћење музичких апликација за Епл уређаје.
У априлу 2017, Мејбелин Русија објавила је промотивни видеоу којем глуме Мањижа и Марија Ивакова. У споту је коришћен сингл Мањиже, снимљен уз звуке козметике.
Јесен 2018 - глумила је у промо видео за нову линију патика Адидас Русија.
У јесен 2021. глумила је у зимској кампањи бренда Адидас Русија „Освајање градских врхова“, у оквиру које је представила нову верзију композиције „Емералд“. У њему се појављује вокал Владимира Висоцког из песме "Збогом планине" из 1966. године.

## Дискографија

### Албуми
| Албуми      | Албуми                                                         | Албуми               | Албуми | Учешће на седници             | Учешће на седници | Учешће на седници |
| ----------- | -------------------------------------------------------------- | -------------------- | ------ | ----------------------------- | ----------------- | ----------------- |
| РуЦола      | Занемаривање                                                   | Ветер Ентертаинмент  | 2008   | Ассаи                         | ОМ                | 2011              |
| Крип Де Шин | Крип Де Шин                                                    |                      | 2012   | Андреј Самсонов и Ласка Омниа | Небески           | 2013              |
| Мањижа      | Рукопис                                                        | Воћњак (Њујорк, САД) | 2017   | Микхаил Мишенко               | Језгро            | 2014              |
| Мањижа      | ЈА САМ                                                         |                      | 2018   |                               |                   |                   |
| Мањижа      | Вомањижа (ЕП)                                                  |                      | 2019   |                               |                   |                   |
| Мањижа      | Рускиња Шоу феат. Кирил Рихтер & ОпенсаундОркестра (уживо, ЕП) |                      | 2021   |                               |                   |                   |

### Синглови
| Ван албума                             | Ван албума | Рукопис                | Рукопис | "ИАМ"            | "ИАМ" | Учешће на седници                                                                   | Учешће на седници |
| -------------------------------------- | ---------- | ---------------------- | ------- | ---------------- | ----- | ----------------------------------------------------------------------------------- | ----------------- |
| Ја волим превише                       | 2016       | Немој ми рећи          | 2016    | Почни са         | 2018  | Зоркии феат. Мањижа-Тигар                                                           | 2016              |
| мала дама                              | 2016       | Недостаје ми           | 2017    | Мама             | 2018  | Стоне Субмаринес феат. Мањижа - Алл Рисе                                            | 2018              |
| Чуј шта осећам                         | 2017       | Нова љубав             | 2017    | Кућа             | 2018  | Цхарусха феат. Мањижа - Орландина Деи                                               | 2019              |
| Волео сам колико сам могао             | 2018       | Африка (феат. Боогров) | 2017    | Емералд          | 2018  | Јацкетс Цобаин ( Би-2 феат. Антон Севидов & Мањижа) - Вежбе равнотеже               | 2019              |
| Мени је лако                           | 2018       | Сам                    | 2017    | Осећај           | 2018  | Јацкетс Цобаин ( Би-2 феат. Леонид Агутин & Мањижа) - Људи на покретним степеницама | 2019              |
| Блацк Сван (феат. Ана Чиповскаја )     | 2018       | Понекад                | 2017    | Гласније од речи | 2018  | Мањижа & Пионирбол & Затагин - Доручак                                              | 2019              |
| Вомањижа                               | 2019       | Лустер                 | 2017    | ЈА САМ           | 2018  | Би-2 & Мањижа- Паганини у метроу                                                    | 2020              |
| Неће се сада догодити двапут           | 2019       | Не твоје               | 2017    | Уморан           | 2018  |                                                                                     |                   |
| Човеку су потребни људски              | 2020       |                        |         |                  |       |                                                                                     |                   |
| Стојим на путу ратника (ОСТ " Мулан ") | 2020       |                        |         |                  |       |                                                                                     |                   |
| Град Сунца                             | 2020       |                        |         |                  |       |                                                                                     |                   |
| О теби                                 | 2021       |                        |         |                  |       |                                                                                     |                   |
| Аккулиста                              | 2021       |                        |         |                  |       |                                                                                     |                   |
| Рускиња („ Евровизија 2021 “)          | 2021       |                        |         |                  |       |                                                                                     |                   |

| РуКола                                                     | РуКола | Мањижа                                                                                     | Мањижа |
| ---------------------------------------------------------- | ------ | ------------------------------------------------------------------------------------------ | ------ |
| Пренебрегаю (при участии С. Слепакова) на веб-сајту </img> | 2007   | Kroŭ by vada (live cover Akute) на веб-сајту </img>                                        | 2012   |
| Поторопились на веб-сајту </img>                           | 2007   | Waiting (feat. Escome) на веб-сајту </img>                                                 | 2012   |
| В огне на веб-сајту </img>                                 | 2008   | Люстра (live) на веб-сајту </img>                                                          | 2016   |
| Ты говоришь на веб-сајту </img>                            | 2009   | Није твој (уживо)                                                                          | 2016   |
| Пустой монитор (feat. А. Яковлев) на веб-сајту </img>      | 2010   | Мала дама                                                                                  | 2016   |
|                                                            |        | Люстра на веб-сајту </img>                                                                 | 2017   |
|                                                            |        | Ин Лове Витх (ливе феат. Гладан а ипак пун)                                                | 2017   |
|                                                            |        | Устал на веб-сајту </img>                                                                  | 2017   |
|                                                            |        | Мама (live) на веб-сајту </img>                                                            | 2017   |
|                                                            |        | Изумруд на веб-сајту </img>                                                                | 2017   |
|                                                            |        | Мама на веб-сајту </img> (ру) Мама (ен)                                                    | 2019   |
|                                                            |        | Сейчас дважды не случится на веб-сајту </img>                                              | 2019   |
|                                                            |        | Недославянка на веб-сајту </img>                                                           | 2019   |
|                                                            |        | Vanya на веб-сајту </img>                                                                  | 2020   |
|                                                            |        | Город солнца на веб-сајту </img>                                                           | 2021   |
|                                                            |        | Akkulista (feat. Everthe8) на веб-сајту </img>                                             | 2021   |
|                                                            |        | Manizha - Russian Woman - Russia 🇷🇺 - Official Video - Eurovision 2021 на веб-сајту </img> | 2021   |

## Награде и номинације
| Година | Награда                      | Номинација            | Напомене |
| ------ | ---------------------------- | --------------------- | -------- |
| 2020   | МТВ европске музичке награде | Најбољи руски извођач | [ 29 ]   |